# 프랭크 터너
프랭크 터너(Frank Turner, 1981년 12월 28일 ~ )는 잉글랜드의 싱어송라이터이다.